# Gens Aemilia
La gens Aemilia, originariamente scritto Aimilia, è stata una delle più antiche case patrizie di Roma. La famiglia si dice abbia avuto origine nel regno di Numa Pompilio, il secondo re di Roma; i suoi membri occuparono per secoli le più alte cariche dello Stato, dai primi decenni della Repubblica sino all'epoca imperiale. Gli Aemilii erano probabilmente una delle gentes maiores, le più importanti famiglie patrizie. Il loro nome è stato associato a tre strade consolari (la via Aemilia, la via Aemilia Scauri e la via Aemilia in Hirpinis), a una regione amministrativa dell'Italia romana (la regio VIII Aemilia), e alla basilica Aemilia a Roma. Molto probabilmente gli Aemilii sono inclusi nelle cento gentes originarie ricordate dallo storico Tito Livio.

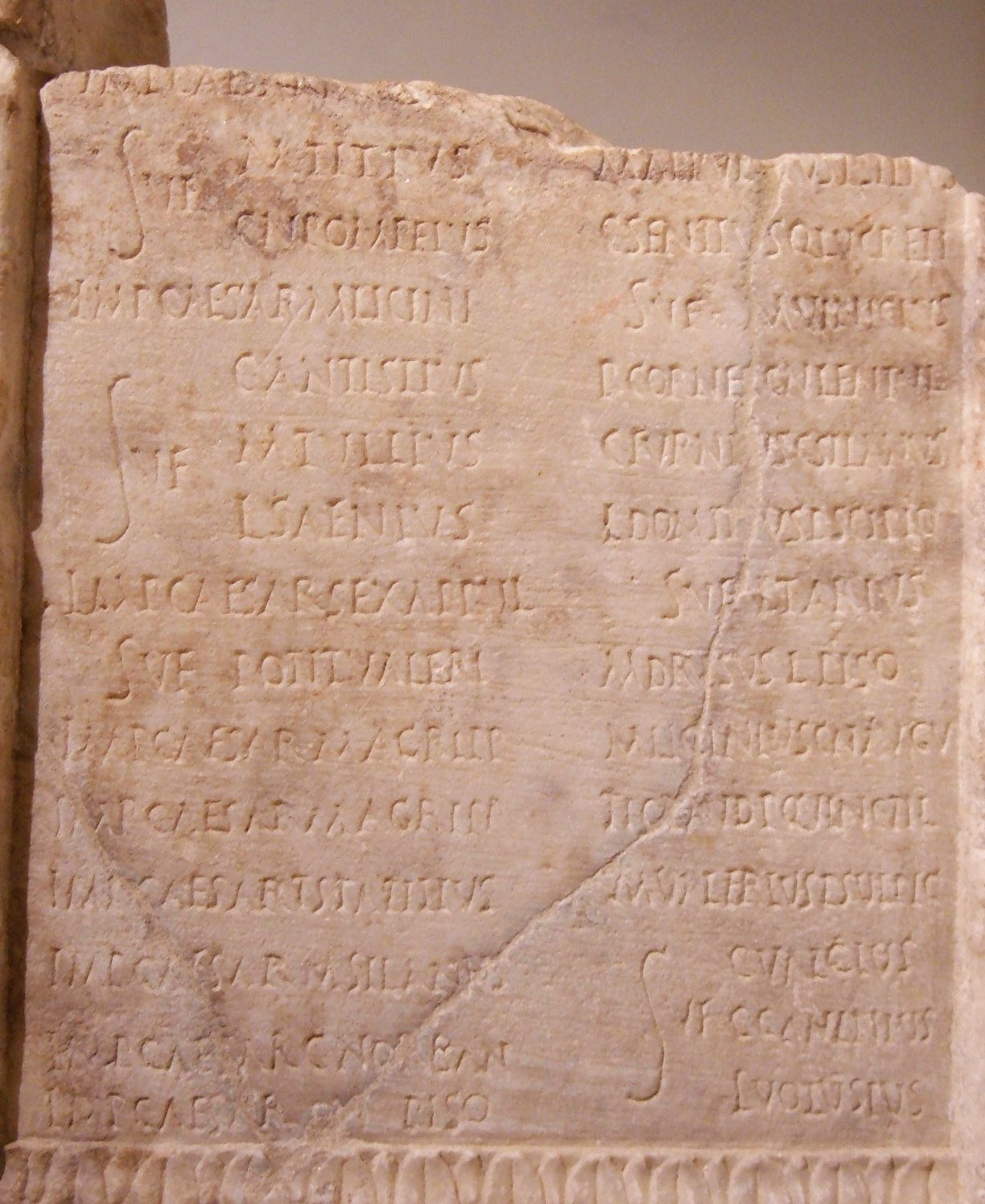
Fasti consulares di epoca imperiale, nei quali sono registrati molti membri della gens Emilia

## Origine e territorio
Secondo lo storico tedesco Theodor Mommsen l'antichità di questa famiglia si deduce anche dal fatto che essa diede il nome ad una delle antiche tribù rustiche, l'omonima Tribù Emilia, che nel Lazio comprendeva Formia e Fondi, ed includeva anche Sessa Aurunca, la colonia di Copia Thuri, quella di Vibo Valentia e inoltre i centri di Mevania nel Bruzio e di Trebbia nell'Umbria.
L'origine della gens Emilia era probabilmente sabina, in quanto sembra riconducibile ad un capostipite di nome Mamerco, detto Emilio (da aemilius, cioè "affabile") per il suo temperamento gentile, che secondo alcuni sarebbe stato figlio di Numa Pompilio, dal quale avrebbe appreso gli insegnamenti pitagorici. 
Secondo altri questo Emilio sarebbe invece figlio di Pitagora, del quale fu seguace Numa Pompilio, che forse per tale ragione lo avrebbe preso sotto la sua protezione, o adottato. Questo allo scopo di nobilitarne le origini, come peraltro allo stesso modo sostevano anche alcuni membri della Gens Marcia.

## Storia
La gens Aemilia si divise successivamente in vari rami, tra cui i Mamercini, i Paoli, i Lepidi, gli Scauri. Gli Aemilii ebbero un ruolo di primo piano nella prima età repubblicana e furono una delle famiglie più presenti nelle massime magistrature: basti pensare che i suoi membri ricoprirono il consolato per ben 55 volte. 
In seguito gli Aemilii subirono l'ascesa inarrestabile degli Scipioni, con i quali peraltro stabilirono un legame matrimoniale: infatti Scipione Africano Maggiore sposò la figlia di Lucio Emilio Paolo, il console caduto a Canne nel 216 a.C.
In età imperiale gli Aemilii restarono molto influenti, ma con la fine della dinastia Giulio-Claudia cessarono di ricoprire cariche pubbliche.

## Membri illustri della gens
Le seguenti liste prosopografiche fanno uso di due serie di abbreviazioni: praenomina e filiazione. Le lettere minuscole f. e n. stanno rispettivamente per Filius ( "figlio") o Filia ("figlia") e Nepote ("nipote").
Per esempio: Lucio Emilio Q. f. Cn. n. Papo
ampliato: Lucio Emilio Quinti filius Gnaei nepote Papo
che significa: " Lucio Emilio Papo, figlio di Quinto, nipote di Gneo"

### Aemilii Mamerci e Mamercini
- Lucio Emilio Mam. f. Mamerco, console nel 484, 478 e 473 a.C.
- Tiberio Emilio L. f. Mam. n. Mamerco, console nel 470 e 467 a.C.
- Mamerco Emilio M. f. Mamercino, dittatore nel 437, 433 e 426 a.C.
- Manio Emilio Mam. f. M. n. Mamercino, console nel 410 a.C.
- Gaio Emilio Ti. f . Ti. n . Mamercino, tribunus militum consulari potestate nel 394 e 391 a.C.
- Lucio Emilio Mam. f. M. n. Mamercino, tribunus militum consulari potestate nel 391, 389, 387, 383, 382, 380 e 377 a.C.
- Lucio Emilio L. f. Mam. n. Mamercino, console nel 366 e 363 a.C.
- Lucio Emilio L. f. L. n. Mamercino, magister equitum nel 352 a.C.
- Lucio Emilio L. f. L. n. Mamercino Privernate, console nel 341 e 329 a.C. e dittatore nel 335 e 316 a.C.
- Tiberio Emilio Ti. f . Ti. n. Mamercino, pretore nel 341 e console nel 339 a.C.

### Aemilii Papi
- Marco Emilio Papo, dittatore nel 321 a.C.
- Quinto Emilio ( Cn. f . ) Papo, console nel 282 e 278 a.C.
- Lucio Emilio Q. f . Cn . n . Papo, console nel 225 a.C.
- Marco Emilio Papo, maximus curio ovvero capo dei curioni († 210 a.C.)[5]
- Lucio Emilio Papo, pretore nel 205 a.C., ricevette la Sicilia come sua provincia.

### Aemilii Barbulae
- Quinto Emilio Q. f. L. n. Barbula, console nel 317 e 311 a.C.
- Lucio Emilio Q. f. Q. n. Barbula, console nel 281 a.C. e conquistatore di Taranto.
- Marco Emilio L. f. Q. n. Barbula, console nel 230 a.C.

### Aemilii Paulli
- Marco Emilio L. f . Paolo, console nel 302 a.C.
- Marco Emilio M. f . L. n . Paolo, console nel 255 a.C.
- Lucio Emilio M. f . M. n . Paolo, console nel 219 e 216 a.C., ucciso durante la battaglia di Canne.
- Lucio Emilio L. f . M. n . Paolo, poi soprannominato Macedonicus, console nel 182 e 168 a.C.
- Emilia Terzia L. f. M. n. Paola, sposò Publio Cornelio Scipione l'Africano.
- Quinto Fabio Q. f . D. n . Massimo Emiliano, figlio del Macedonicus e adottato nella gens Fabia.
- Publio Cornelio P. f . P. n . Scipione Emiliano, in seguito soprannominato l'Africano minore, figlio del Macedonicus e adottato nella gens Cornelia, console nel 147 e 134 a.C.
- Emilia Prima L. f . L. n . Paola, sposò Quinto Elio Tuberone.
- Emilia Seconda L. f . L. n . Paola, sposò Marco Porcio Catone Liciniano.
- Emilia Terzia L. f . L. n . Paola, ancora bambina diede al padre un presagio favorevole.

### Aemilii Lepidi

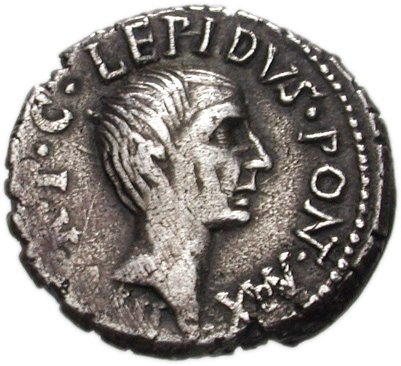
Moneta raffigurante Marco Emilio Lepido, console nel 42 a.C., membro del secondo triumvirato e Pontefice Massimo

- Marco Emilio Lepido, console nel 285 a.C.
- Marco Emilio M. f. M. n. Lepido, console nel 232 a.C. e forse anche suffectus nel 220.
- Marco Emilio M. f. M. n. Lepido, pretore nel 218 a.C.
- Lucio Emilio M. f. M. n. Lepido, figlio del console del 232 a.C.
- Quinto Emilio M. f. M. n. Lepido, figlio del console del 232 a.C.
- Marco Emilio Lepido, pretore nel 213 a.C.. In precedenza edile curule che organizzò i Ludi scenici sempre nel 213 a.C.[6]
- Marco Emilio M. f. M. n. Lepido, console nel 187 e 175 a.C.
- Marco Emilio M'. f . M' n. Lepido, console nel 158 a.C.
- Marco Emilio M. f. M. n. Lepido, tribuno militare contro Antioco III nel 190 a.C.
- Marco Emilio M. f. M. n. Porcina, console nel 137 a.C.
- Marco Emilio M. f. M. n. Lepido, console nel 126 a.C.
- Quinto Emilio M. f. M. n. Lepido, probabilmente figlio del console del 187 a.C.
- Marco Emilio Q. f. M. n. Lepido, console nel 78 a.C.
- Mamerco Emilio Mam. f. M. n. Lepido Liviano, console nel 77 a.C.
- Manio Emilio Mam. f. M. n. Lepido, console nel 66 a.C.
- Emilia Mam. f. Mam. n. Lepida, moglie di Metello Scipione.
- Lucio Emilio M. f. Q. n. Paolo, console nel 50 a.C.
- Marco Emilio M. f. Q. n. Lepido, il triumviro, console nel 42 a.C.
- Emilio M. Lepidi f. Q. n. Regillo, citato da Cicerone.
- Lucio Emilio L. f. M. n. Lepido Paolo, console suffectus nel 34 a.C.
- Marco Emilio M. f. M. n. Lepido, figlio del triumviro; cospirato per assassinare Ottaviano nel 30 a.C.
- Quinto Emilio M' f. Mam. n. Lepido, console nel 21 a.C.
- Lucio Emilio Paulli f. L. n. Paolo, console nel 1 d.C.; cospirato contro Augusto.
- Marco Emilio Paulli f. L. n. Lepido, console nel 6 d.C.
- Manio Emilio Q. f. M. n. Lepido, console nell'11 d.C.
- Emilia L. f. Paulli n. Lepida, fidanzata di Tiberio Claudio Druso e moglie di Marco Giunio Silano Torquato.
- Emilia M. f. M. n. Lepida, moglie di Publio Sulpicio Quirinio, accusato di vari crimini e condannato nel 20 d.C.
- Marco Emilio L. f. Paulli n. Lepido, messo a morte dall'imperatore Gaio Cesare Augusto, 39 d.C.
- Emilia M. f. Paulli n. Lepida (m. 36 d.C.), moglie di Druso Cesare.
- Emilia M'. f. Q. n. Lepida, moglie dell'imperatore Galba.

### Aemilii Regilli
- Marco Emilio Regillo († 205 a.C.), flamen Martialis e candidato infruttuoso per il consolato nel 214 a.C.
- Lucio Emilio M. f. Regillo, figlio del precedente, pretore nel 190 a.C., durante la guerra contro Antioco III.
- Marco Emilio M. f. Regillo († 190 a.C.), fratello del precedente, morì a Samo nel corso della guerra contro Antioco.

### Aemilii Scauri
- Lucio Emilio Scauro, un ufficiale della flotta romana durante la guerra contro Antioco III nel 190 a.C.
- Marco Emilio Scauro ( 163 - . C 89 a.C.), console nel 115 e 107 a.C., censore nel 109 e Princeps senatus.
- Marco Emilio M. f. Scauro, pretore nel 56 a.C.
- Emilio Scauro M. f. Scauro (morto nel 101 a.C.), ha combattuto contro i Cimbri sotto Quinto Lutazio Catulo.
- Marco Emilio M. f. M. n. Scauro, sostenitore di Marco Antonio.
- Mamerco Emilio M. f. M. n. Scauro (morto nel 34 d.C.), oratore e poeta, due volte accusato di majestas.

### Aemilii Bucae

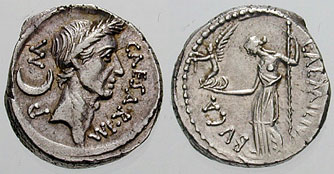
Denario raffigurante Lucio Emilio L. f. Buca magistrato monetario, e Venere che reca la Vittoria

- Lucio Emilio Buca, questore al tempo di Lucio Cornelio Silla.
- Lucio Emilio L. f . Buca (fl. 44 a.C.), triumvir monetalis.

### Altri
- Aemilia, una virgo Vestalis, che miracolosamente ha riacceso la fiamma sacra con un pezzo della sua veste.
- Aemilia, una virgo Vestalis, messa a morte per incesto nel 114 a.C.
- Caeso Emilio K. f . , Un ingegnere militare di data incerta.
- Marco Emilio Avianus, amico di Cicerone, e il patrono di Avianus Evander e Avianus Hammonius.
- Emilio Macro (m. 16 a.C.), un poeta che ha scritto di uccelli, serpenti e piante medicinali.
- Emilio Macro di Verona (att. 12 d.C.), un poeta di soggetto omerico.
- Emilio Macro (III secolo), un giurista che visse al tempo di Marco Aurelio Severo Alessandro.
- Emilio Sura, annalista, probabilmente un contemporaneo di Marco Velleio Patercolo.
- Emilio Rufo, prefetto della cavalleria sotto Gneo Domizio Corbulone in Armenia.
- Emilio Pacensis, tribuno della coorte della città per la morte di Nerone nel 69 d.C.; perì combattendo contro Aulo Vitellio.
- Emilio Retto, prefetto d'Egitto sotto l'imperatore Tiberio.
- Emilio Asper (II secolo), grammatico e commentatore di Publio Terenzio Afro e Publio Virgilio Marone.
- Emilio Asper Minore (II secolo), grammatico e autore di Ars grammatica.
- Emilio Papiniano (141-212), giurista.
- Marco Emilio Emiliano (c. 206-253), governatore della Pannonia e Mesia, proclamato imperatore nel 253, ma ucciso dai suoi soldati.
- Emilio Magno Arborio (IV secolo), poeta e amico dei fratelli di Costantino.
- Emilio Parthenianus, storico, ha dato un resoconto dei vari soggetti che aspiravano alla tirannia.
- Emilio Probo (fine IV secolo), grammatico, erroneamente ritenuto l'autore del Excellentium Imperatorum Vitae di Cornelio Nepote.
- Blossio Emilio Draconzio (fine V secolo), poeta cristiano.